# Lutz Gizella
Szálasi Ferencné Lutz Gizella Franciska, vezetékneve néha Lucz formában is, rövid ideig: Szálasi Ferencné (Budapest, 1906. október 21. – 1992. szeptember 26.) zongoratanárnő, Szálasi Ferenc felesége.

## Élete
Lucz Gizella Franciska 1906. október 21-én született Lutz Ferenc géplakatos mester és Köhler Katalin gyermekeként Budapest IX. kerületében. A soroksári úti elemi iskolában, majd a Teleki Blanka Felsőkereskedelmi Középiskolában végezte tanulmányait. Később zongorázni tanult Thoma József zongoratanártól. Megismerkedett Szálasi Ferenccel, akinek 1927-től a menyasszonya lett. A második világháború vége felé, Mattseeben házasodtak össze, Adolf Hitler és Eva Braun esküvője napján, 1945. április 29-én. 
Lutz Gizellát az amerikai hadsereg 1945. július 3-án letartóztatta Gyula fivérével együtt és kiadták őket Magyarországnak. Férjét, Szálasi Ferencet, 1946. március 12-én felakasztották, Luczot 12 évi börtönbüntetésre ítélték, 1956-ban szabadult ki a börtönből. Szabadulása után takarítónőként, harisnyajavítóként és zongoratanárként dolgozott. 
1988-ban Bartos Tibor, 1992-ben Gosztonyi Péter készített vele interjút. A kistarcsai női börtönévekre fogolytársaival együtt 1992-ben Almási Tamás Ítéletlenül című filmjében emlékezett.

## Halála
Szálasi Ferencné 1992. szeptember 26-án hunyt el 86. születésnapja előtt néhány héttel. Temetésére 1992. október 13-án került sor a Farkasréti temetőben. Magyar Hírlap így számolt be a szertartásról: „Tegnap aztán a farkasréti temetőben, római katolikus szertartás szerint, csendben elhantolták hamvait. A pap röviden beszélt, szót sem ejtve a volt férjéről, életútról, múltról. Mindössze húszan lehettek a szertartáson, főként családtagok, ismerősök. ... A sírhantnál, ahová az urnát helyezték, utólag hozták a fejfát: özv. Szálasi Ferencné, Lutz Gizella, élt: 86 évet.”